# بيدك سالار (مقاطعة تشرام)
بيدك سالار (بالفارسية: بیدک سالار) هي قرية تقع في قسم بشتة ذيلايي الريفي (مقاطعة تشرام) في إيران. يقدر عدد سكانها بـ 23 نسمة بحسب إحصاء 2016.